# Barra do Mendes
Barra do Mendes est une municipalité brésilienne de l'État de Bahia et la Microrégion d'Irecê.